# Lampetis gorilla
Lampetis gorilla es una especie de escarabajo del género Lampetis, familia Buprestidae. Fue descrita científicamente por Thomson en 1858.